# Елешница (Софийска област)
Вижте пояснителната страница за други значения на Елешница.
Елешница е село в Западна България. То се намира в община Елин Пелин, Софийска област.

## География
Село Елешница се намира в планински район, в полите на Стара планина, в подножието на връх Мургаш, на 25 км североизточно от София и на 10 км северно от Елин Пелин. През селото минава Елешнишката река, която извира в близост до връх Мургаш. Старият път от София за Ботевград и автомагистралата „Хемус“ са в непосредствена близост до селото.

## История
Село Елешница е получило сегашното си име по време на османското владичество, а преди това се е наричало Якущица. Североизточно от селото се е намирала крепостта „Прекопът“, която е била разрушена при нашествието на османците. По-късно на нейното място е построен параклис.
През 1872 г. Васил Левски основава Елешнишкия комитет заедно с хора от селото и околните села.
Освобождението от османско владичество от настъпващите руски войски става на 16.12.1877 година(по стар стил).
При избухването на Балканската война през 1912 г. един човек от Елешница е доброволец в Македоно-одринското опълчение.

По-късно след Втората световна война село Елешница е прекръстено Чанкова на името на Йорданка Чанкова в 1950, а след като Георги Чанков изпада в немилост в 1959 година, името е сменено на Йорданкино.
Традиционният топоним Елешница е възстановен през 1991 година.

## Личности
Починали в Елешница
- Йорданка Николова (1911 – 1944), участник в антифашисткото движение

## Религии
Православни християни-100%.

## Етнически състав
- Българи 100 %
- Цигани - 0 %
- Турци - 0 %

## Културни и природни забележителности
В близост до селото се намира Елешнишкият манастир „Свето Успение Богородично“ от 1499 г. със стенописи от 16 и 17 век. В северния край на селото до реката се намира минерален извор „Топлика“. В началото на селото на главния път за Ботевград се намира паметник построен в памет на убитите войници от селото през Балканската и Първата световна война от 1912 г. до 1918 г. с написани на него имена на всички загинали през тези войни.
В местност до с. Елешница има паметник на загинали четници от четата на Хр. Ботев.
В края на селото, след минерален извор „Топлика“ на главния път за Ботевград се намира паметника на Йорданка Николова-Чанкова.
Преди нашествието на турците /1378 – 1382 г./ в селото е имало 4 църкви, които са унищожени. Върху техните основи местните жители построяват параклиси. На хълм в началото на селото е построен православен параклис в чест на светата троица и е издигнато българското знаме на висок пилон.
На мястото на крепостта „Преко път“ през 1933 г. е построен православен параклис „Св. пророк Илия“ и е издигнат висок кръст. През 2022г, по инициатива на местни жители и с техни собствени средства е издигнат нов осем метров кръст.
В селото има православна църква „Св. вмч. Георги Победоносец“, построена през 1899 г. със селски труд.
В селото има активно работещо читалище „Елин Пелин“ – 1929“.